# Panzer Dragoon: Remake
Panzer Dragoon: Remake ist ein Rail-Shooter, der 2020 von der Firma Forever Entertainment veröffentlicht wurde. Es handelt sich um ein Remake von Panzer Dragoon von 1995.

## Spielprinzip
Panzer Dragon: Remake ist ein Rail-Shooter und bietet sechs verschiedene Levels. In jedem Level erwartet den Spieler ein Bossgegner. Die Grafik vom Remake wurde überarbeitet und bietet ein optionales neues Steuerungssystem, mit dem Spieler unabhängig von der Bewegung mit dem zweiten Steuerknüppel zielen können. Der Spieler muss eine Vielzahl von Feinden in einer postapokalyptischen 3D-Fantasieumgebung erschießen. Es gibt im Spiel zwei Waffen. Das wäre die Handfeuerwaffe des Reiters, die mit einem einzigen Knopfdruck abgefeuert werden kann und der Zielsuchlaser, wo man bis zu acht Feinde erfassen kann.

## Veröffentlichung
Das Spiel wurde von MegaPixel Studio entwickelt und im März 2020 von Forever Entertainment für Nintendo Switch veröffentlicht. Die Google-Stadia-Version kam am 1. Juni 2020 raus. Im selben Jahr folgten die Windows, PlayStation 4, Xbox One und Amazon Luna.

## Rezeption
Das Spiel erhielt überwiegend durchschnittliche Kritiken. Überwiegend wurde die neue Steuerung und die kurze Spieldauer kritisiert. Nintendo Life gab dem Spiel 6 von 10 Punkten und sagte, dass das Remake gut modernisiert wurde, aber trotzdem etwas im Spiel fehlt.